# 小屋哲雄
小屋 哲雄（こや てつお、1962年（昭和37年）4月28日 - ）は、日本の抽象画家。学位は、博士（美術）（東京芸術大学・1993年）。

## 概要
兵庫県出身の抽象画などを手掛ける画家である。「古典抽象主義」というテーマで、新しい抽象絵画の制作に取り組んでいる。

## 来歴

### 生い立ち
兵庫県神戸市生まれ。私立滝川高校を卒業後、上京する。高校時代は領家裕隆・中西一夫に師事。1983年多摩美術大学油絵科に入学。その後1984年に東京芸術大学美術学部絵画科油画専攻入学。学部から修士課程、博士後期課程へと進み、1993年博士号を取得。博美第34号。博士論文題目は「『地』と『図』の関係における抽象絵画の考察」。東京芸術大学では、榎倉康二、田口安男、佐藤一郎、羽生出に師事。博士学位論文は西洋美術史研究室の佐々木英也に指導をうける。

### 画家として
1985年に最初の作品発表、画廊パレルゴン（東京・神田）での2人展を行う。秋山画廊（神田）、スペースアデッソ（芦屋）、ギャラリー青羅（銀座）、画廊宮坂（銀座）、Oギャラリー（銀座）、Oギャラリーeyes(大阪) 相模原市民ギャラリーアートスポット（相模原）で個展。画廊宮坂とOギャラリーでは継続的に個展を開催している。また、原風景Ⅲ（東京都美術館1987）レクイエム榎倉康二と33人の作家（斉藤記念川口現代美術館1996）翔展・気を描く（銀座・井上画廊2008）大橋佳世子クラリネットリサイタルとのコラボレーション展示（東京文化会館2008）青島国際美術祭2010 Asia International art fair（チンタオ）Art Fire Exhibition 2012（ベルリン）Perspectives2013（Gallery ART POINT）など、国内外のグループ展にも幅広く参加している。相模原芸術家協会会員。
絵画教室アトリエヒュッテ（神奈川県相模原市）主宰。

## 作風
小屋は東京芸術大学油画専攻学部3年生の時から抽象絵画の制作を開始している。当初は油絵具・テンペラ絵具で画面に流したような現象的なモノクロによる表現が多く、その作品には榎倉康二の影響が見られる。その後、流した不定形にグリッドの要素を加え、偶然性を格子パターンでコントロールする作風へと変化する。修士課程時代に、アメリカの抽象表現主義をベースとした抽象絵画に古典絵画の要素を復活させた「中心の復活」シリーズを制作。博士後期課程で更に研究を進める。その理論を論文にまとめ、博士学位論文として提出する。1997年より「古典抽象主義」をライフワークとし、古典的技法を現代の抽象画に復活させる、新しい抽象絵画空間の可能性を追求し続けている。新作は毎年1 - 2回、個展で発表している（画廊宮坂・Oギャラリー）。

## 略歴
- 1988年（昭和63年） - 東京芸術大学美術学部絵画科油画専攻卒業
- 1990年（平成2年） - 東京芸術大学大学院美術研究科修士課程油画専攻修了
- 1993年（平成5年） - 東京芸術大学大学院美術研究科博士後期課程修了 博士号（博美第34号）取得（博士論文題目・「地」と「図」の関係における抽象絵画の考察）

## 代表的な絵画作品
- Untitled 　1987年
- 現象言語　1987年
- 丹後の起源　1998年-1999年
- Composition A  1990年
- 中心の復活のためのコンポジション　1990年
- 楽園願望　Ⅰ・Ⅱ　2002年
- 赤と茶の幻想　Ⅰ・Ⅱ　2004年
- PS-1の飛行　2003年
- Black Composition 2005-1.2.3  2005年
- LIDDELL  2006年
- 4本のラッパは吹かれた　2007年　2013年auのCMに利用
- 黄色い重なり　2011年
- 歓喜の歌　　2012年
- カーマインのミステイク　2013年
- 三美神　　2013年-2014年
- Movement of Ammonite  2014年

## 著作
- 「地」と「図」の関係における抽象絵画の考察　1993
- 7日でうまくなる油絵初級レッスン　2011　誠文堂新光社

## 賞
- 1997「第15回上野の森美術館大賞展」入選

## パブリックコレクション
- 竹野川プロジェクト・弥栄町クリーンセンターホール　1998年
- 弥栄町国民健康保険病院新病棟ホール　弥栄町老人保健施設ホール　1999年
- 置戸ぽっぽ絵画館　2012年
- 画廊宮坂　2014年